# Baumwerder (Wismarbucht)
Baumwerder ist eine etwa 2 Hektar große, unbewohnte Insel im Breitling vor einer Bucht. Sie gehört zur Gemeinde Blowatz.
Die flache Boddeninsel ist ungefähr 325 Meter lang und 135 Meter breit. Sie hat die Form eines Dreiecks mit einer größeren Einbuchtung auf ihrer Nordseite. Sie liegt 50 Meter vom Festland entfernt.
Auf der Insel brüten zahlreiche Vogelarten, darunter der Mittelsäger (Mergus serrator), die Schnatterente (Anas strepera) und die Brandgans (Tadorna tadorna).
Baumwerder ist Teil des FFH-Gebiets „Wismarbucht“ sowie des Europäischen Vogelschutzgebiets „Wismarbucht und Salzhaff“.

## Nachweise
1. ↑  Natur- und Vogelschutz in der Wismarbucht (PDF, 180 kB)
2. ↑  Kartenportal Umwelt Mecklenburg-Vorpommern